# Varama (langue)
Le varama, barama ou ghibarama, est une langue bantoue du groupe shira-punu parlée au Gabon dans le département de Douya-Onoye dans la Ngounié, à l’ouest de Moabi dans le département de Douigny dans la Nyanga, et à l’est d’Omboué dans le département d’Etimboué dans l’Ogooué-Maritime.

## Sources
- « Actes du séminaire des experts, Alphabet scientifique des langues du Gabon (20/24 février 1989) », Revue Gabonaise des Sciences de l’Homme, Libreville, Université Omar Bongo, no 2,‎ 1990